# Креативний клас
Креативний клас — соціоекономічний клас, виділений американським економістом і соціологом Річардом Флоридою, професором і головою «Інституту Мартін Просперіті» Ротманської школи менеджменту при Торонтському університеті. У своїй книжці «Підйом креативного класу» Флорида висунув ідею, креативний клас є рушійною силою економічного розвитку постіндустріальних міст Сполучених Штатів Америки. Але у виданій 2015 року книжці «Нова міська криза»  Флорида заявив, що помилявся.